# شيرمان أوستين
شيرمان أوستين (بالإنجليزية: Sherman Austin)‏ هو موسيقي أمريكي، ولد في 10 أبريل 1983 في لوس أنجلوس في الولايات المتحدة.

## وصلات خارجية
- شيرمان أوستين على موقع إن إن دي بي (الإنجليزية)